# اولاکاکچوک
اولاکاکچوک (به انگلیسی: Ulukhaktok) یک منطقهٔ مسکونی در کانادا است که در قلمروهای شمال غرب واقع شده‌است. اولاکاکچوک ۴۰۲ نفر جمعیت دارد و ۳۶ متر بالاتر از سطح دریا واقع شده‌است.